# Michael Landon
Michael Landon (Forest Hills, Nova Iorque, 31 de Outubro de 1936 – Malibu, Califórnia, 1 de Julho de 1991) foi um actor, escritor, produtor e realizador norte americano, especialmente de séries de televisão.
Nascido Eugene Maurice Orowitz, seu verdadeiro nome, Michael Landon é particularmente conhecido por ter participado em três populares séries da estação americana NBC, emitidas ao longo de três décadas. Os papéis que o tornaram mundialmente famoso incluem "Little Joe Cartwright", da série "Bonanza" entre 1959 e 1973, "Charles Ingalls" em "Little House on the Prairie", que em Portugal recebeu o título "Uma Casa na Pradaria" e no Brasil "Os Pioneiros" entre 1974 e 1983 e, finalmente, "Jonathan Smith" em "O Homem que veio do Céu" (no Brasil) e "Um Anjo na Terra" (em Portugal), entre 1984 e 1989. 
Landon morreu três meses antes de completar os 55 anos de idade, devido a um câncer inoperável no pâncreas. Ele foi enterrado no Hillside Memorial Park Cemetery.
O ator casou três vezes e teve 9 filhos:
- Dodie Levy-Fraser (1956-1962): 
- Mark Landon (adotado; filho biológico de Dodie)
- Josh Fraser Landon (adotado quando criança)

- Lynn Noe (1963-1982): 
- Cheryl Lynn Landon (nasceu Cheryl Ann Pontrelli, filha de Lynn de seu primeiro casamento; ela tinha 9 anos quando sua mãe e Michael Landon se casaram)
- Leslie Landon
- Michael Landon Jr.
- Shawna Landon
- Christopher Landon

- Cindy Landon (1983-1991):
- Jennifer Landon
- Sean Matthew Landon